# Píseň moře
Píseň moře (v originále Song of the Sea) je animovaný fantasy film z roku 2014 mladého irského režiséra Tomma Moorea. Film byl nominovaný na 87. ročníku Ceny Akademie Oscar (v roce 2015). Příběh ze světa keltských mýtů vypráví o síle sourozenecké a rodičovské lásky.

## Příběh
Malý Ben a jeho mladší sestra Saoirse žijí na malém ostrově s majákem spolu se svým otcem, který je správcem majáku, a psem Cúem. Jejich matka zmizela při narození Saoirse, to zlomilo otce a trápí i malého Bena. Ben nemá se svou sestrou zrovna nejlepší vztah a dává jí za vinu ztrátu matky. Saoirse ve svých 6 letech zatím vůbec nepromluvila.
Jejich život změní zjištění, že malá Saoirse je poslední z žijících tuleních víl. Otec posílá své děti za babičkou na pevninu, protože má strach, že by mohl přijít i o milovanou dcerku. Ben se Saoirse se však ve městě setkají s pohádkovými bytostmi, které zlá čarodějnice Macha proměnila v kámen. Tulení víla je jediná, která svou písní moře může zachránit všechny zkamenělé pohádkové bytosti. Zlá Macha proto unese i Saoirse a je na Benovi, aby zachránil sestřičku. Během jejich dobrodružství se setkávají s dalšími mytickými bytostmi, které Ben zná z vyprávění matky. Společně se jim podaří porazit zlou Machu, zachránit Saoirse, která zazpívá píseň moře a osvobodí tak všechny zkamenělé pohádkové bytosti. Setkají se i se svou ztracenou matkou. Zjistí, že schopnosti tulení víly zdědila Saoirse po své matce, která musela za svým lidem odejít do moře. Díky tomu, že Saoirse je napůl člověk, může si vybrat. Dívenka si tedy vybere život obyčejného člověka a zůstane s otcem, bratrem a psem na ostrově.

## Legendy
Příběh filmu vychází z keltské mytologie. Seanachai znamená v irské a skotské mytologii vypravěč. Potulný seanchai se zasloužil o dochování ústních tradic. Tulení víly zvané selkie (případně silkie nebo selchie) jsou mytologická zvířata. Žijí v moři v podobě tuleňů, ale na souši shodí svou kůži a stávají se člověkem. Selkie se vyskytují v irské, skotské a islandské mytologii.
Ve filmu se objevuje i legenda o irském bohu moře Manannán Mac Liru. Je často označován jako bůh podsvětí, psychopomp, převozník, nebo strážce bran. Postava Manannána je místně spjata s ostrovem Man v Irském moři. Někteří obyvatelé na pobřeží se hlásí k manské národností, hovoří manským jazykem a o slunovratu tradičně obětují věnce z rákosí, trávy a žlutého kvítí a modlí se za ochranu rybolovu.

## Herecké obsazení
- David Rawle - Ben
- Brandan Glesson - Conor a Mac
- LirFionnula Flanagan - Granny a Macha
- Lisa Hannigan - Bronagh, Ben a matka Saorise
- Lucy O'Connell - Saoirse
- Jon Kenny - Ferry Dan a Velký Seanachai
- Pat Shortt - Lug
- Colm Ó Snodaigh - Mossy
- Liam Hourican - Brambora a řidič autobusu
- Kevin Swierszcz - Mladý Ben
- Will Collins - další role
- Paul Young - další role

## Hudba
Song of the Sea (Original Motion Picture Soundtrack)
1. Song of the Sea – Lisa Hannigan
2. The Mother's Portrait
3. The Sea Scene
4. The Song – Lisa Hannigan & Lucy O'Connell
5. The Key in the Sea
6. The Derry Tune
7. In the Streets
8. Dance with the Fish
9. The Seals
10. Something Is Wrong – Lisa Hannigan
11. Run
12. Head Credits – Lisa Hannigan
13. Get Away
14. Help
15. Sadness
16. Molly
17. I Hate You
18. Who Are You
19. The Storm
20. Katy's Tune
21. In the Bus – Lisa Hannigan
22. The Thread – Lisa Hannigan
23. Amhrán Na Farraige – Lisa Hannigan
24. Song of the Sea (Lullaby) – Nolwenn Leroyová
25. La chanson de la mer (berceuse) – Nolwenn Leroy

## Tvůrci
Režisér a autor scénáře je Tomm Moore. Jako režisér spolu s animátory na sebe upozornil už předchozím filmem Brendan a tajemství Kellsu z roku 2009, který byl taktéž nominován na Oscara. Je spoluzakladatelem animátorského studia Cartoon Saloon. Na soundtracku k filmu spolupracoval francouzský umělec Bruno Coulais a irská zpěvačka Lisa Hannigan. Na české verzi se podílela i oscarová zpěvačka Markéta Irglová.

## Uvedení
Film měl svou premiéru na Mezinárodním filmovém festivalu v Torontu 6. září 2014. V České republice měl premiéru v kinech 19. března 2015, na Slovensku pak 16. dubna 2015.

## Ocenění
Film byl nominován na několik ocenění a mnohé z nominací proměnil.
Zvítězil:
- Mezinárodní festival animovaného filmu (Festival international du film d'animation) v roce 2014 v kategorii zvláštní cena poroty 19. ročníku Satellite Awards v kategorií nejlepší animovaný celovečerí film

Nominován byl:
- 87. ročník Ceny Akademie Oscar v kategorii Nejlepší animovaný film
- 42. ročník ceny Annie v kategoriích: nejlepší celovečerní animovaný film, Animovaná postava v celovečerní produkci, Režie v celovečerní produkci, Hudba v celovečerní produkci, Produkce v celovečerní produkci, Scénář v celovečerní produkci
- 40. ročník ceny César v kategorií nejlepší animovaný film